# ヴァンゴッホ
ヴァンゴッホ(英:Van Gogh)は、アメリカ合衆国で生産され、アイルランドで調教されている競走馬である。引退後は日本で種牡馬となる。主な勝ち鞍は2020年クリテリウムアンテルナシオナル。日本のメディアの多くは「ヴァンゴッホ」と表記しているが、英語読みでは「ヴァンゴー」、馬名の由来となったオランダ語読みでは「ファンホッホ」、「ファンホフ」が近い。

## 競走馬時代

### 2歳（2020年）
2020年7月11日レパーズタウン競馬場芝7ハロンの未勝利戦デビューし4着。未勝利馬の身で重賞初挑戦となった8月6日のタイロスステークス（G3）はミリタリースタイルと僅差の2着。続くフューチュリティステークス(G2)は6着に終わるも、9月12日のチャンピオンズジュヴェナイルステークス (G2)は道中軽快に逃げるもののキャデラックにかわされ2着となる。その後、9月27日カラ競馬場芝7ハロンの未勝利戦で1着となり、5戦目にして初勝利を挙げる。10月10日のオータムステークス(G3)では後方から追い込むもワンルーラーの2着と惜敗。10月24日のクリテリウムアンテルナシオナルでは道中最後方を追走すると最後の直線で外から鋭く脚を伸ばし後続に4馬身差をつけG1初制覇を果たした。

### 3歳（2021年）
3歳初戦となった英2000ギニーでは8着と惨敗。続く愛2000ギニーでは3着と好走するものの、仏ダービーは10着、愛ダービーは8着と精彩を欠いた。7月22日、2022年シーズンより北海道浦河町のイーストスタッドで種牡馬入りすることを発表した。

## 種牡馬時代
2022年よりイーストスタッドで供用。初年度の種付け料は200万円で、種付け頭数は73頭であった。
2025年6月9日、大井4R・2歳新馬でベイビーモンストルが1着となり、産駒が初勝利を挙げる。同年7月20日、福島5R・2歳新馬戦でオブラプリーマが1着となり、産駒のJRA初勝利。

## 血統表
| ヴァンゴッホの血統            | ヴァンゴッホの血統                   | ヴァンゴッホの血統       | （血統表の出典）         | （血統表の出典）  |
| 父系                          | ミスタープロスペクター系             | ミスタープロスペクター系 | ミスタープロスペクター系 | [ § 2 ]           |
| 父 American Pharoah 2012 鹿毛 | 父の父Pioneerof The Nile 2006 黒鹿毛 | *エンパイアメーカー      | Unbridled                | Unbridled         |
| 父 American Pharoah 2012 鹿毛 | 父の父Pioneerof The Nile 2006 黒鹿毛 | *エンパイアメーカー      | Toussaud                 |                   |
| 父 American Pharoah 2012 鹿毛 | 父の父Pioneerof The Nile 2006 黒鹿毛 | Star of Goshen           | Lord At War              | Lord At War       |
| 父 American Pharoah 2012 鹿毛 | 父の父Pioneerof The Nile 2006 黒鹿毛 | Star of Goshen           | Castle Eight             |                   |
| 父 American Pharoah 2012 鹿毛 | 父の母Littleprincessemma 2006 栗毛   | Yankee Gentleman         | Storm Cat                | Storm Cat         |
| 父 American Pharoah 2012 鹿毛 | 父の母Littleprincessemma 2006 栗毛   | Yankee Gentleman         | Key Phrase               |                   |
| 父 American Pharoah 2012 鹿毛 | 父の母Littleprincessemma 2006 栗毛   | Exclusive Rosette        | Ecliptical               | Ecliptical        |
| 父 American Pharoah 2012 鹿毛 | 父の母Littleprincessemma 2006 栗毛   | Exclusive Rosette        | Zetta Jet                |                   |
| 母 Imagine 1998 鹿毛          | 母の父Sadler's Wells 1981 鹿毛       | Northern Dancer          | Nearctic                 | Nearctic          |
| 母 Imagine 1998 鹿毛          | 母の父Sadler's Wells 1981 鹿毛       | Northern Dancer          | Natalma                  |                   |
| 母 Imagine 1998 鹿毛          | 母の父Sadler's Wells 1981 鹿毛       | Fairy Bridge             | Bold Reason              | Bold Reason       |
| 母 Imagine 1998 鹿毛          | 母の父Sadler's Wells 1981 鹿毛       | Fairy Bridge             | Special                  |                   |
| 母 Imagine 1998 鹿毛          | 母の母Doff The Derby 1981 鹿毛       | Master Derby             | *ダストコマンダー        | *ダストコマンダー |
| 母 Imagine 1998 鹿毛          | 母の母Doff The Derby 1981 鹿毛       | Master Derby             | Madam Jerry              |                   |
| 母 Imagine 1998 鹿毛          | 母の母Doff The Derby 1981 鹿毛       | Margarethen              | Tulyar                   | Tulyar            |
| 母 Imagine 1998 鹿毛          | 母の母Doff The Derby 1981 鹿毛       | Margarethen              | Russ-Marie               |                   |
| 母系(F-No.)                   | Margarethen系(FN:4-n)                | Margarethen系(FN:4-n)    | Margarethen系(FN:4-n)    | [ § 3 ]           |
| 5代内の近親交配               | アウトブリード                       | アウトブリード           | アウトブリード           | [ § 4 ]           |
| 出典                          | 1. 2. 3. 4.                          | 1. 2. 3. 4.              | 1. 2. 3. 4.              | 1. 2. 3. 4.       |

半兄Hratio Nelsonは2005年 ジャン・リュック・ラガルデール賞勝ち馬。母は2001年の英オークス勝ち馬で、母の半兄にジェネラス、オースミタイクーン がいる。
その他、曽祖母Margarethenの主な子孫にフリオーソ、Triptych、ディーマジェスティ、Treve、タワーオブロンドンなど。